# Pectotoma hoppingi
Pectotoma hoppingi is een keversoort uit de familie bloemspartelkevers (Scraptiidae). De wetenschappelijke naam van de soort is voor het eerst geldig gepubliceerd in 1965 door Hatch.